# Vértes Marietta
Vértes Marietta (Budapest, 1937. október 15. – Pécs, 2019. február 17.) magyar orvos, endokrinológus, egyetemi tanár.

## Életútja
Az általános iskola és gimnáziumi tanulmányait már Pécsett végezte. 1956-ban a Pécsi Orvostudományi Egyetemen diplomázott mint általános orvos. 1962–75 között a POTE Élettani Intézetének gyakornoka, tanársegéde, adjunktusa volt. 1975–95 között docens volt, 1995-ben egyetemi tanár lett. 1975-ben az orvostudomány kandidátusa lett. 1989-ben megszerezte az orvostudomány doktora fokozatot, majd 1994-ben a habilitált. 1968–69-ben a londoni Rákutatási Alapnál tett tanulmányutat. 1999–2002 között Széchenyi professzori ösztöndíjas volt. 
Kutatási területe neuroendrokrinológia, neurokémia, reproduktív endokrinológia, az ösztradiol hatásmechanizmusának receptoriális szinten történő elemzése.

## Díjai, elismerései
- az Oktatásügy Kiváló Dolgozója
- Pro Universitate Medicinae Quinqueecclesiensis emlékérem ezüst fokozata